# Vladimir Buslaev
Vladimir Savel'evich Buslaev (em russo:  Владимир Савельевич Буслаев; Leningrado, 19 de abril de 1937 – 14 de março de 2012) foi um físico matemático russo.
Buslaev obteve o grau de Candidato de Ciências (doutorado russo) em 1963 na Universidade Estatal de Leningrado, orientado por Olga Ladyzhenskaya, com a tese Short-Wave Asymptotics of Diffraction Problems in Convex Domains. Foi professor da Universidade Estatal de Leningrado.
Foi palestrante convidado do Congresso Internacional de Matemáticos em Varsóvia (1983: Regularization of many particle scattering). Recebeu um doutorado honorário da Universidade Paris 13. Em 2000 apresentou uma lição plenária (Adiabatic perturbations of linear periodic problems) no encontro anual da Associação dos Matemáticos da Alemanha em Dresden.

## Publicações selecionadas
- com Vladimir Borisovich Matveev: «Wave operators for the Schrödinger equation with a slowly decreasing potential». Teoreticheskaya i Matematicheskaya Fizika. 2 (3): 367–376. 1970. Bibcode:1970TMP.....2..266B. doi:10.1007/BF01038047
- «Semiclassical approximation for equations with periodic coefficients». Russian Mathematical Surveys. 42 (6): 97–125. 1987. Bibcode:1987RuMaS..42...97B. doi:10.1070/RM1987v042n06ABEH001502
- com Vincenzo Grecchi: «Equivalence of unstable anharmonic oscillators and double wells». Journal of Physics A: Mathematical and General. 26 (20). 5541 páginas. 1993. Bibcode:1993JPhA...26.5541B. doi:10.1088/0305-4470/26/20/035
- com Catherine Sulem: «On asymptotic stability of solitary waves for nonlinear Schrödinger equations». Annales de l'IHP Analyse non linéaire. 20 (3). 2003. Bibcode:2003AnIHP..20..419B. doi:10.1016/S0294-1449(02)00018-5